# Maratonika
Maratonika je studiové album českého zpěváka Dana Bárty a jeho skupiny Illustratosphere. Vydalo jej v listopadu roku 2013 vydavatelství Taita Records. Bártu na nahrávce doprovodili Jiří Slavíček (bicí), Robert Balzar (kontrabas, baskytara), Filip Jelínek (klávesy, pozoun, perkuse) a Miroslav Chyška (kytara). Album obsahuje celkem devět písní, z toho dvě jsou zpívané anglicky, zbylé česky.

## Seznam skladeb
| Pořadí | Název               | Délka |
| ------ | ------------------- | ----- |
| 1.     | Dokud se někdo dívá | 4:54  |
| 2.     | Languages           | 3:21  |
| 3.     | Romantik Lyrik      | 3:52  |
| 4.     | Maratonika          | 4:33  |
| 5.     | Denně               | 4:53  |
| 6.     | Pruhy III           | 3:56  |
| 7.     | Oblaka dobra        | 5:19  |
| 8.     | B'Artagnan          | 4:35  |
| 9.     | Opýšemé inaší       | 4:13  |

## Obsazení
- Dan Bárta – zpěv
- Jiří Slavíček – bicí
- Robert Balzar – kontrabas, baskytara
- Filip Jelínek – klávesy, pozoun, perkuse
- Miroslav Chyška – kytara